# Seychellaltica mahensis
Seychellaltica mahensis – gatunek chrząszcza z rodziny stonkowatych i plemienia pchełek ziemnych.

## Taksonomia
Gatunek ten opisany został po raz pierwszy w 1931 roku przez Samarendrę Maulika pod nazwą Chaetocnema mahensis na łamach „Transactions of the Linnean Society of London”. Jako lokalizację typową wskazano Mahé w archipelagu Seszeli. Epitet gatunkowy pochodzi od lokalizacji typowej. W 2002 roku wyznaczony został gatunkiem typowym nowego rodzaju Seychellaltica przez Maurizia Biondiego na łamach „Italian Journal of Zoology”.

## Morfologia
Chrząszcz o podługowato-owalnym, lekko wysklepionym ciele, o długości 2,2 mm i szerokości 0,9 mm w przypadku lektotypowego samca oraz długości 2,3 mm i szerokości 0,9 mm w przypadku paralektotypowej samicy. Wierzch ciała ma ubarwiony żółtawo, czasem z przyciemnieniami na przedpleczu i pokrywach. Zarys pokryw jest wąski z prawie równoległymi bokami. Genitalia samca mają smukły, gładki, w widoku bocznym pośrodku rozszerzony i silnie zakrzywiony a na szczycie odgięty dobrzusznie, w widoku brzusznym z prawie zaokrąglonym wierzchołkiem płat środkowy edeagusa. Genitalia samicy mają dużą spermatekę o wydłużonych częściach nasadowej i szczytowej oraz nieskręcony, ale silnie łukowato zakrzywiony przewód.

## Ekologia i występowanie
Owad ten zasiedla lasy.
Gatunek endemiczny dla wyspy Mahé w grupie wewnętrznej archipelagu Seszeli.